# Soprintendenze
Le soprintendenze sono organi periferici del Ministero della cultura (MiC) della Repubblica Italiana.
Molte delle loro competenze sono definite dal "codice dei beni culturali e del paesaggio" con compiti in ambito territoriale in materia di tutela e valorizzazione dei beni culturali e beni paesaggistici. La più recente norma di regolamento è costituita dal decreto del Presidente del Consiglio dei ministri 2 dicembre 2019, n. 169. Tuttavia, con il decreto del Presidente del Consiglio dei Ministri 15 marzo 2024, n. 57 il Ministero della Cultura ha subito un processo di riorganizzazione, che tuttavia non contiene la definizione delle competenze degli uffici periferici, tra cui le soprintendenze, che sono state dunque rimandate a successivi decreti ministeriali.

## Storia
Il primo soprintendente della storia fu Raffaello Sanzio, nominato da papa Leone X praefectus marmorum et lapidum omnium con l'incarico di cercare a Roma e nei luoghi limitrofi i marmi da utilizzare nel cantiere della Basilica di San Pietro in Vaticano, tutelando al contempo materiali, epigrafi e frammenti antichi ritrovati nel territorio cittadino.
Nel territorio italiano sono presenti differenti organi di tutela del patrimonio culturale fin dagli stati preunitari, ma è dopo l'Unità d'Italia che nasce un'organizzazione capillare delle risorse. Nel 1875 viene istituita presso il Ministero della pubblica istruzione la "Direzione centrale degli scavi e dei musei del Regno", poi nel 1881 denominata "Direzione generale per le antichità e belle arti".
Nel 1907 vennero istituite le soprintendenze territoriali, dipendenti dal Ministero della pubblica istruzione. Nel 1923 vennero istituite le "soprintendenze dell'arte medioevale e moderna". Nel 1939 la struttura delle soprintendenze fu razionalizzata e, inoltre, furono promulgate le leggi fondamentali di protezione dei beni culturali e paesaggistici.
Sino al 1974 le competenze rimasero divise tra vari ministeri e la Presidenza del Consiglio dei ministri, mentre in quell'anno passarono al Ministero per i beni culturali e ambientali, istituito dal governo Moro IV, da cui le soprintendenze a tutt'oggi dipendono.

## Organizzazione
Secondo l'attuale organizzazione, si possono individuare due tipi di soprintendenze:
- le Soprintendenze archivistiche o archivistiche bibliografiche
- le soprintendenze archeologia, belle arti e paesaggio.

Le soprintendenze si occupano in via esclusiva della tutela dei beni culturali e, in concorso con Regioni e Comuni, della tutela dei beni paesaggistici di uno specifico territorio. Alcune soprintendenze uniscono le funzioni di una o più province (o città metropolitane) o anche di un singolo comune (per Roma, Venezia e Napoli).
Le soprintendenze sono dirette da un soprintendente (dirigente di seconda fascia) che ha la responsabilità delle azioni di tutela ed è coadiuvato da un ufficio, che può avere gradi di complessità differenti a seconda del peso dell'oggetto di tutela.
Le attività delle soprintendenze si esplicano nell'individuazione dei beni, con indagine conoscitiva e successivo iter vincolistico sui singoli beni, nonché nella protezione dei beni, ovvero controllo, attraverso specifici permessi, sui lavori di restauro, sui trasferimenti, le esportazioni e sui progetti di interesse paesaggistico.
Il ministero concorre agli interventi di restauro con finanziamenti sui lavori oppure come stazione appaltante di restauri su beni di appartenenza pubblica, ecclesiastica o similare. Si occupa inoltre della valorizzazione del patrimonio, ovvero di promozione e sviluppo di attività culturali necessarie a diffondere i valori dei beni.

## Competenze
Il regolamento di riorganizzazione del Ministero della cultura, all'art. 41 del DPCM 169/2019, prevede specifiche competenze delle Soprintendenze Archeologia, Belle Arti e Paesaggio, all'interno delle azioni svolte dal MiC, tra le quali:
a) svolge le funzioni di catalogazione e tutela nell'ambito del territorio di competenza (...) 
b) autorizza l'esecuzione di opere e lavori di qualunque genere sui beni culturali (...) 
g) svolge attività di ricerca sui beni culturali e paesaggistici, i cui risultati rende pubblici (...) 
l) istruisce e propone alla competente Commissione regionale per il patrimonio culturale i provvedimenti di verifica o di dichiarazione dell'interesse culturale, le prescrizioni di tutela indiretta, nonché le dichiarazioni di notevole interesse pubblico paesaggistico (...) 
p) istruisce i procedimenti concernenti le sanzioni ripristinatorie e pecuniarie previste dal Codice (...)
v) svolge le funzioni di ufficio esportazione, in raccordo con il Comando Carabinieri per la tutela del patrimonio culturale; 
z) esercita ogni altro compito affidatogli in base al Codice e alle altre norme vigenti.

## Dislocazione territoriale

### Soprintendenze Archeologia, Belle Arti e Paesaggio
Le 43 Soprintendenze Archeologia, Belle Arti e Paesaggio sono presenti nelle 15 regioni a statuto ordinario e nelle regioni autonome di Friuli-Venezia Giulia e Sardegna, poiché le 3 restanti regioni a statuto speciale (Sicilia, Trentino-Alto Adige e Valle d'Aosta) gestiscono autonomamente i beni culturali del proprio territorio. Le SABAP afferiscono alla Direzione generale Archeologia, Belle Arti e Paesaggio (DgABAP) del Ministero della cultura. 

#### Abruzzo
- Soprintendenza Archeologia, Belle Arti e Paesaggio per le province di Chieti e Pescara – diretta da Rosaria Mencarelli, con sede a Chieti;[10]
- Soprintendenza Archeologia, Belle Arti e Paesaggio per le province di L'Aquila e Teramo – diretta da Cristina Collettina, con sede all'Aquila.[11]

#### Basilicata
- Soprintendenza Archeologia, Belle Arti e Paesaggio della Basilicata – diretta da Luigina Tomay, con sede a Potenza.[12]

#### Calabria
- Soprintendenza Archeologia, Belle Arti e Paesaggio per la città metropolitana di Reggio Calabria e la provincia di Vibo Valentia – diretta da Fabrizio Sudano, con sede a Reggio Calabria;[13]
- Soprintendenza Archeologia, Belle Arti e Paesaggio per la provincia di Cosenza – diretta da Paola Aurino, con sede a Cosenza;[14]
- Soprintendenza Archeologia, Belle Arti e Paesaggio per le province di Catanzaro e Crotone – diretta da Stefania Argenti, con sede a Crotone.[15]

#### Campania
- Soprintendenza Archeologia, Belle Arti e Paesaggio per il comune di Napoli – diretta da Luigi La Rocca, con sede a Napoli;[16]
- Soprintendenza Archeologia, Belle Arti e Paesaggio per l'Area metropolitana di Napoli Archiviato il 6 aprile 2023 in Internet Archive.[17] – diretta da Mariano Nuzzo Archiviato il 6 aprile 2023 in Internet Archive., con sede a Napoli in Palazzo Reale[18]
- Soprintendenza Archeologia, Belle Arti e Paesaggio per le province di Caserta e Benevento – diretta da Mariano Nuzzo, con sede a Caserta in Palazzo Reale - Piazza Carlo di Borbone

- Soprintendenza Archeologi e Paesaggio per le province di Salerno e Avellino – diretta da Francesca Casule, con sede a Salerno.[20]

#### Emilia-Romagna
- Soprintendenza Archeologia, Belle Arti e Paesaggio per la città metropolitana di Bologna e le province di Modena, Reggio Emilia e Ferrara – diretta da Alessandra Quarto, con sede a Bologna;[21]
- Soprintendenza Archeologia, Belle Arti e Paesaggio per le province di Parma e Piacenza – diretta da Maria Luisa Laddago, con sede a Parma;[22]
- Soprintendenza Archeologia, Belle Arti e Paesaggio per le province di Ravenna, Forlì-Cesena e Rimini – diretta da Federica Gonzato, con sede a Ravenna.[23]

#### Friuli-Venezia Giulia
- Soprintendenza Archeologia, Belle Arti e Paesaggio del Friuli-Venezia Giulia – diretta da Simonetta Bonomi, con sede a Trieste.[24]

#### Lazio
- Soprintendenza Archeologia, Belle Arti e Paesaggio per l'area metropolitana di Roma[25] e per la provincia di Rieti – diretta da Lisa Lambusier, con sede a Roma;[26]
- Soprintendenza Archeologia, Belle Arti e Paesaggio per la provincia di Viterbo e per l'Etruria meridionale – diretta da Margherita Eichberg, con sede a Roma;[27]
- Soprintendenza Archeologia, Belle Arti e Paesaggio per le province di Frosinone e Latina – diretta da Maria Grazia Filetici, con sede a Latina.[28]

#### Liguria
- Soprintendenza Archeologia, Belle Arti e Paesaggio per la città metropolitana di Genova e la provincia di La Spezia – diretta da Cristina Bartolini, con sede a Genova;[29]
- Soprintendenza Archeologia, Belle Arti e Paesaggio per le province di Imperia e Savona – diretta da Federico Barello, con sede a Genova.[30]

#### Lombardia
- Soprintendenza Archeologia, Belle Arti e Paesaggio per la città metropolitana di Milano – diretta da Emanuela Carpani, con sede a Milano;[31]
- Soprintendenza Archeologia, Belle Arti e Paesaggio per le province di Bergamo e Brescia – diretta da Luca Rinaldi, con sede a Brescia;[32]
- Soprintendenza Archeologia, Belle Arti e Paesaggio per le province di Como, Lecco, Sondrio e Varese – diretta da Giuseppe Stolfi, con sede a Milano;[33]
- Soprintendenza Archeologia, Belle Arti e Paesaggio per le province di Cremona, Lodi e Mantova – diretta da Gabriele Barucca, con sede a Mantova;[34]
- Soprintendenza Archeologia, Belle Arti e Paesaggio per le province di Monza-Brianza e Pavia – diretta da Giuseppe Stolfi, con sede a Milano.[35]

#### Marche
- Soprintendenza Archeologia, Belle Arti e Paesaggio per le province di Ancona e Pesaro e Urbino – diretta da Cecilia Carlorosi, con sede ad Ancona;[36]
- Soprintendenza Archeologia, Belle Arti e Paesaggio per le province di Ascoli Piceno, Fermo e Macerata – diretta da Giovanni Issini, con sede ad Ascoli Piceno.[37]

#### Molise
- Soprintendenza Archeologia, Belle Arti e Paesaggio per il Molise – diretta da Dora Catalano, con sede a Campobasso.[38]

#### Piemonte
- Soprintendenza Archeologia, Belle Arti e Paesaggio per la città metropolitana di Torino – diretta da Corrado Azzollini, con sede a Torino;[39]
- Soprintendenza Archeologia, Belle Arti e Paesaggio per le province di Alessandria, Asti e Cuneo – diretta da Lisa Accurti, con sede ad Alessandria;[40]
- Soprintendenza Archeologia, Belle Arti e Paesaggio per le province di Biella, Novara, Verbano-Cusio-Ossola e Vercelli – diretta da Beatrice Bentivoglio Ravasio, con sede a Novara.[41]

#### Puglia
- Soprintendenza Archeologia, Belle Arti e Paesaggio per la città metropolitana di Bari – diretta da Giovanna Cacudi, con sede a Bari;[43]
- Soprintendenza Archeologia, Belle Arti e Paesaggio per le province di Barletta-Andria-Trani e Foggia – diretta da Anita Guarnieri, con sede a Foggia;[44]
- Soprintendenza Archeologia, Belle Arti e Paesaggio per le province di Brindisi, Lecce – diretta da Francesca Riccio, con sede a Lecce.[45]

#### Sardegna
- Soprintendenza Archeologia, Belle Arti e Paesaggio per la città metropolitana di Cagliari e le province di Oristano e Sud Sardegna – diretta da Monica Stochino, con sede a Cagliari;[46]
- Soprintendenza Archeologia, Belle Arti e Paesaggio per le province di Sassari e Nuoro – diretta da Isabella Fera, con sede a Sassari.[47]

#### Toscana
- Soprintendenza Archeologia, Belle Arti e Paesaggio per la città metropolitana di Firenze e le province di Pistoia e Prato – diretta da Antonella Ranaldi, con sede a Firenze;[48]
- Soprintendenza Archeologia, Belle Arti e Paesaggio per le province di Lucca, Massa Carrara e Pistoia – diretta da Angela Acordon, con sede a Lucca;[49]
- Soprintendenza Archeologia, Belle Arti e Paesaggio per le province di Pisa e Livorno – diretta da Valerio Tesi, con sede a Pisa;[50]
- Soprintendenza Archeologia, Belle Arti e Paesaggio per le province di Arezzo, Siena e Grosseto – diretta da Gabriele Nannetti, con sede a Siena.[51]

#### Umbria
- Soprintendenza Archeologia, Belle Arti e Paesaggio dell'Umbria – diretta da Elvira Cajano, con sede a Perugia.[52]

#### Veneto
- Soprintendenza Archeologia, Belle Arti e Paesaggio per il comune di Venezia e Laguna – diretta da Fabrizio Magani, con sede a Venezia;[53]
- Soprintendenza Archeologia, Belle Arti e Paesaggio per l'area metropolitana di Venezia[54] e le province di Belluno, Padova e Treviso – diretta da Vincenzo Tinè, con sede a Padova;[55]
- Soprintendenza Archeologia, Belle Arti e Paesaggio per le province di Verona, Rovigo e Vicenza – diretta da Fabrizio Magani, con sede a Verona.[56]

### Soprintendenze Archivistiche e Bibliografiche
Le 17 Soprintendenze Archivistiche e Bibliografiche afferiscono alla Direzione generale Archivi e supervisionano tutte le 20 regioni italiane. Presso le regioni a statuto speciale la competenza del patrimonio bibliografico è in capo alle amministrazioni regionali.
- Soprintendenza Archivistica del Friuli-Venezia Giulia – diretta da Luca Caburlotto, con sede a Trieste;[58]
- Soprintendenza Archivistica della Sardegna – diretta da Monica Grossi, con sede a Cagliari;[59]
- Soprintendenza Archivistica della Sicilia – diretta da Ester Giuseppa Rosa Rossino, con sede a Palermo;[60]
- Soprintendenza Archivistica e Bibliografica dell'Abruzzo e del Molise – diretta da Giuseppina Rigatuso, con sede a Pescara;[61]
- Soprintendenza Archivistica e Bibliografica della Basilicata – diretta da Raffaele Antonio Cosimo Pittella (ad interim), con sede a Potenza;[62]
- Soprintendenza Archivistica e Bibliografica della Calabria – diretta da Giulia Barrera, con sede a Reggio Calabria;[63]
- Soprintendenza Archivistica e Bibliografica della Campania – diretta da Gabriele Capone, con sede a Napoli;[64]
- Soprintendenza Archivistica e Bibliografica dell'Emilia-Romagna – diretta da Paola De Montis, con sede a Bologna;[65]
- Soprintendenza Archivistica e Bibliografica del Lazio – diretta da Aurora Raniolo, con sede a Roma;[66]
- Soprintendenza Archivistica e Bibliografica della Liguria – diretta da Francesca Imperiale, con sede a Genova;[67]
- Soprintendenza Archivistica e Bibliografica della Lombardia – diretta da Annalisa Rossi, con sede a Milano;[68]
- Soprintendenza Archivistica e Bibliografica delle Marche – diretta da Maula Sciri, con sede ad Ancona;[69]
- Soprintendenza Archivistica e Bibliografica del Piemonte e della Valle d'Aosta – diretta da Stefano Benedetto, con sede a Torino;[70]
- Soprintendenza Archivistica e Bibliografica della Puglia – diretta da Raffaele Antonio Cosimo Pittella, con sede a Bari;[71]
- Soprintendenza Archivistica e Bibliografica della Toscana – diretta da Michele Di Sivo, con sede a Firenze;[72]
- Soprintendenza Archivistica e Bibliografica dell'Umbria – diretta da Giovanna Giubbini, con sede a Perugia;[73]
- Soprintendenza Archivistica e Bibliografica del Veneto e del Trentino-Alto Adige – diretta da Annalisa Rossi, con sede a Venezia.[74]

## Istituti particolari

### Enti dotati di autonomia speciale
Tre istituti dotati di autonomia speciale, alle dirette dipendenze del Ministero della cultura, hanno forma di soprintendenze:
- Soprintendenza Speciale Archeologia Belle Arti e Paesaggio di Roma – diretta da Daniela Porro, con sede a Roma, svolge le funzioni di SABAP nel territorio di Roma Capitale;[75]
- Soprintendenza nazionale per il patrimonio culturale subacqueo – diretta da Barbara Davidde, con sede a Taranto, oltre alle funzioni proprie svolge anche le funzioni di SABAP per la provincia di Taranto;[76]
- Ufficio del soprintendente speciale per le aree colpite dal sisma del 24 agosto 2016 – diretta da Paolo Iannelli, con sede a Rieti.[77]

### Nelle regioni autonome
Le soprintendenze in 3 delle 5 regioni autonome (Sicilia, Valle d'Aosta e Trentino-Alto Adige) non afferiscono al Ministero della cultura, bensì alle regioni o (in Trentino-Alto Adige) alle province autonome, che esercitano le relative competenze di tutela e valorizzazione.

#### Trentino-Alto Adige
In Trentino-Alto Adige, regione a statuto speciale, le amministrazioni provinciali hanno alle proprie dipendenze le soprintendenze, suddivise in uffici distinti per i beni archeologici, architettonici, le belle arti e il patrimonio archivistico e librario:
- Soprintendenza per i Beni culturali della provincia autonoma di Trento – diretta da Franco Marzatico, con sede a Trento;[78]
- Soprintendenza provinciale ai beni culturali della provincia autonoma di Bolzano – diretta da Karin Dalla Torre Pichler, con sede a Bolzano.[79]

#### Valle d'Aosta
In Valle d'Aosta, regione a statuto speciale, è presente il Dipartimento soprintendenza per i beni e le attività culturali, diretto da Cristina De La Pierre, con sede ad Aosta.

#### Sicilia

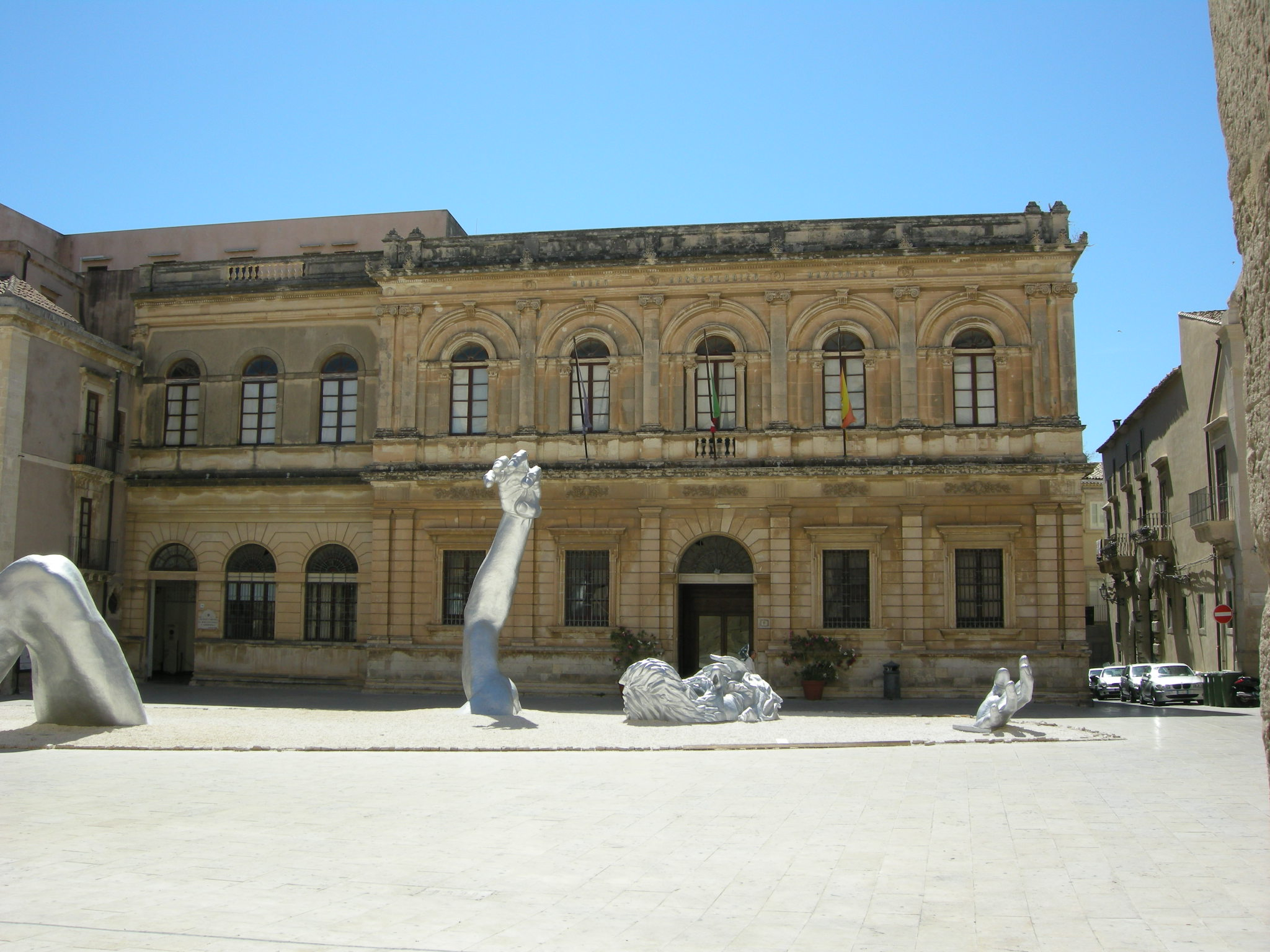
Palazzo della Sovrintendenza ai Beni Culturali di Siracusa

In Sicilia, regione a statuto speciale, le soprintendenze dei beni culturali dipendono direttamente dall'Assessorato dei Beni culturali e dell'Identità siciliana della Regione Siciliana.
- Dipartimento regionale dei Beni culturali e dell'Identità siciliana, con sede a Palermo. Da esso dipendono:
  - Soprintendenza per i Beni culturali e ambientali di Agrigento - con sede ad Agrigento;
  - Soprintendenza per i Beni culturali e ambientali di Caltanissetta - con sede a Caltanissetta;
  - Soprintendenza per i Beni culturali e ambientali di Catania - con sede a Catania;
  - Soprintendenza per i Beni culturali e ambientali di Enna - con sede a Enna;
  - Soprintendenza per i Beni culturali e ambientali di Messina - con sede a Messina;
  - Soprintendenza per i Beni culturali e ambientali di Palermo - con sede a Palermo;
  - Soprintendenza per i Beni culturali e ambientali di Ragusa - con sede a Ragusa;
  - Soprintendenza per i Beni culturali e ambientali di Siracusa - con sede a Siracusa;
  - Soprintendenza per i Beni culturali e ambientali di Trapani - con sede a Trapani;
  - Soprintendenza per i Beni culturali e ambientali del Mare - con sede a Palermo.